# Јалшове
Јалшове (слч. Jalšové) су насељено мјесто са административним статусом сеоске општине (слч. obec) у округу Хлоховец, у Трнавском крају, Словачка Република.

## Становништво
| Година:    | 1994. | 2004.   | 2014.   | 2024.  |
| ---------- | ----- | ------- | ------- | ------ |
| Број људи: | 470   | 469     | 500     | 473    |
| Разлика:   |       | -0,21 % | +6,60 % | -5,4 % |

| Година:    | 2023. | 2024.   |
| ---------- | ----- | ------- |
| Број људи: | 479   | 473     |
| Разлика:   |       | -1,25 % |

Према подацима о броју становника из 2021. године насеље је имало 487 становника.